# Волчья стая (фильм, 1975)
«Волчья стая» — советский фильм 1975 года режиссёра Бориса Степанова по одноимённой повести Василя Быкова.

## Сюжет
Великая Отечественная война. Из лагеря белорусских партизан в соседний партизанский лагерь, где есть врач, отправляются на телеге ездовой Грибоед, еле шагающий раненный Левчук и тяжело раненный лежачий партизан Тихонов, а также находящаяся на девятом месяце беременности радистка Клава. Все дороги перекрыты нацистскими патрулями, столкнувшись с одним из них и приняв бой в котором гибнет Тихонов, партизанам удаётся уйти. Но по их следу идёт карательный отряд. Партизаны укрываются в гумне сожженного села, окруженного немцами. Здесь Клава рожает мальчика. Немцы окружают гумно и снова завязывается бой, из партизан живыми уходят лишь Левчук и новорождённый младенец. Но нацистские каратели не прекращают преследование…

По следам горстки героев буквально день и ночь движется фашистский отряд. Преследование это выглядит не погоней, знакомой по многим картинам о войне, а травлей (тем более что среди отступающих есть женщина с ребёнком). и когда в живых остается только один боец, спасающий ребенка, отряд карателей гонится за ним, кажется, с ещё большим ожесточением.— Зримое слово: кино и литература: диалектика взаимодействия. — Л.: Искусство, 1985. — 168 с. — с. 77

## В ролях
- Анатолий Грачёв — Левчук
- Валентин Никулин — Грибоед
- Светлана Кузнецова — Клава Шорохина
- Михаил Феоктистов — Виктор Платонов
- Владимир Грицевский — Тихонов
- Михаил Федоровский — Пайкин
- Валентин Белохвостик — Кулеш
- Геннадий Гарбук — командир соседнего партизанского отряда
- Ростислав Янковский — начштаба партизанского отряда
- Ростислав Шмырёв — партизан
- Эдуард Горячий — партизан
- Владимир Антоник — партизан

## Съёмочная группа
- Автор сценария: Василь Быков
- Постановка: Борис Степанов
- Главный оператор: Олег Авдеев
- Художник-постановщик: Юрий Альбицкий
- Режиссёр: Вячеслав Ивановский
- Композитор: Дмитрий Смольский

## Критика
Фильм в целом получил высокую оценку, но как самостоятельное произведение, не следующий повести Быкова, несколько упрощающий её философскую концепцию, при этом: «конкретный факт, о котором рассказано в повести Быкова, получил новое образное воплощение, поднимаясь до притчевого сказа».

Ограничившись метафорическим прологом — преследование стаей волков раненого партизана , — Б. Степанов основную часть фильма выстраивает как событийную развертку притчевой ситуации пролога. Как волки чуют запах крови и обкладывают попавшего в беду человека, так и фашисты окружают заброшенное гумно, где укрылись партизаны.— Современное белорусское кино.- Наука и техника, 1985. — 310 с. — с. 115—116

Образ войны в фильме «Волчья стая» получает конкретное, индивидуальное воплощение благодаря переводу драматического конфликта на уровень авторских размышлений о гуманизме попавших в безвыходное положение Советских людей, о звериной сущности фашистских преследователей.— Зримое слово: кино и литература: диалектика взаимодействия. — Л.: Искусство, 1985. — 168 с. — с. 77

## Литературная основа
Впервые повесть опубликована в журнале «Новый мир» № 7 за 1974 год — на русском языке, только через год на белорусском языке вышла в издательстве «Мастацкая літаратура».
В 1978 году за повести «Волчья стая» и «Его батальон» писатель был удостоен Литературной премии Белорусской ССР имени Якуба Коласа